# Beni Mezline
Beni Mezline est une commune de la wilaya Guelma en Algérie.